# Sidi Amar (Tipasa)
Sidi Amar (em árabe: سيدي عمر), anteriormente Zurich durante a colonização francesa, é uma comuna localizada na província de Tipasa, Argélia. Sua população estimada em 2008 era de 13 332 habitantes.